# Junkers RTO
Das Junkers RTO (Rückstoßturbine Null) war ein Axial-Strahltriebwerk mit mehrstufigem Verdichter und zweistufiger Turbine. Das Triebwerk wurde beim Junkers Maschinenbau in Magdeburg von Herbert Wagner entworfen und unter der technischen Leitung seines Assistenten Max Adolf Müller in einem Exemplar gebaut. Anfang 1939 erfolgten die ersten Prüfstandsläufe.
Im Oktober 1939 wechselte die Gruppe von 18 ehemaligen Mitarbeitern von Herbert Wagner, die mit der Entwicklung des RTO befasst waren, zu Heinkel über. Leiter der Gruppe bei Heinkel wurde Adolf Müller, der die Erfahrungen mit den Junkers-Triebwerken nutzte und weiterentwickelte. Das dort entwickelte Axialtriebwerk erhielt Ende 1939 die RLM-Baumusterbezeichnung 109-006 und die Heinkel-Werksbezeichnung He S 30. Die vereinzelt anzutreffende Behauptung, dass bereits das RTO die RLM-Nummer 109-006 trug, trifft damit nicht zu.